# Bitka pri Barbalisu
Bitka pri Barbalisu, bitka med Sasanidskim in Rimskim cesarstvom leta 253 pri Barbalisu v Mezopotamiji. 
Sasanidski kralj Šapur II. je rimski vdor v Armenijo izkoristil za izgovor, da nadaljuje sovražnosti z Rimskim cesarstvom. V bitki pri Barbalisu je velika rimska vojska doživela poraz, zaradi katerega je Rimsko cesarstvo tri leta kasneje izgubilo sirski mesti Antiohijo  in Dura Europos. 

## Vir
- Kaveh Farroukh, Sassanian Elite Cavalry AD 224-642.